# Vasco Costa Rodrigues
Vasco Costa Rodrigues (sinh ngày 31 tháng 1 năm 1995 ở Santa Maria da Feira, Aveiro) là một cầu thủ bóng đá người Bồ Đào Nha thi đấu cho CD Estarreja ở vị trí tiền vệ chạy cánh phải.